# Hoplophorella brevipilosa
Hoplophorella brevipilosa är en kvalsterart som först beskrevs av Wojciech Niedbała 2004.  Hoplophorella brevipilosa ingår i släktet Hoplophorella och familjen Phthiracaridae. Inga underarter finns listade i Catalogue of Life.